# إقليم كنديا
إقليم كينديا هو إقليم غيني يقع في غرب غينيا. يحدها البلاد من سيراليون والأقاليم الغينية كوناكري، لابي، مامو، وبوكي .

## المحافظات
يشمل إقليم كينديا على المحافظات التالية:
- محافظة كوياه [الإنجليزية]
- محافظة دوبريكا
- محافظة فوريكاريا
- محافظة كنديا
- محافظة توليميلي [الإنجليزية]